# Hawaii (Santo & Johnny)
Hawaii è il terzo album discografico di Santo & Johnny, pubblicato dall'etichetta discografica Canadian-American Records nell'aprile del 1961.

## Tracce

### LP
Lato A
1. Adventures in Paradise – 2:40 (Dorcas Cochran, Lionel Newman)
2. Blue Hawaii – 2:27 (Abel Baer, Irving Caesar, Ira Schuster)
3. Pineapple Princess – 2:13 (Dick Sherman, Bob Sherman)
4. Sea Shells – 2:30 (Santo Farina, Johnny Farina, Ann Farina)
5. Aloha – 2:12 (Tradizionale, arrangiamento Bob Davie)
6. Reflections – 2:13 (Santo Farina, Johnny Farina, Ann Farina)

Lato B
1. Hawaiian War Chant – 1:45 (Johnny Noble, Leleiohaku)
2. Song of the Islands – 2:27 (Charles Edward King)
3. Sweet Lelani – 2:10 (Harry Robert Owens)
4. Hawaiian Wedding Song – 2:22 (Charles Edward King)
5. Isle of Dreams – 2:27 (Santo Farina, Johnny Farina, Ann Farina)
6. Now Is the Hour – 2:43 (Clement Scott, Dorothy Stewart)

## Musicisti
- Santo Farina - chitarra steel
- Johnny Farina - chitarra
- Bob "Hutch" Davie - conduttore orchestra, arrangiamenti
- "The Hutch Davie Chorus" - cori
- "The Hutch Davie Orchestra"